# Сарсекбаєв Бакит Абдірахманович
Бакит Абдірахманович Сарсекбаєв (каз. Бақыт Әбдірахманұлы Сәрсекбаев, нар. 29 листопада 1981 в Павлодарі, КРСР) — казахський боксер-любитель, заслужений майстер спорту Республіки Казахстан з боксу, олімпійський чемпіон (2008 рік).

## Ранні роки
Бакит народився в Павлодарі. Потім його віддали на виховання діду з бабою в селище Таваксай Ташкентської області.
Боксом почав займатися з 12 років. З 16 років брав участь в боксерських турнірах. Ввійшов до складу збірної Узбекистану.

## Любительська кар'єра
У 2002 році став чемпіоном Азії, а потім бронзовим призером Азійських ігор.
У 2003 році здобув перемогу на перших Афро-азійських іграх.
Але Сарсекбаєву не вдалося потрапити до складу збірної Узбекистану на Олімпійські ігри 2004, тому у 2004 році він переїхав на історичну батьківщину і того ж року потрапив до складу збірної Казахстану.
У 2005 році став чемпіоном Азії.
У 2006 році здобув перемогу на Азійських іграх, у півфіналі здолавши Ханаті Силаму (Китай), а у фіналі — Ангкхана Чомпхупхуанг (Таїланд).
У 2007 році втретє став чемпіоном Азії, але на чемпіонаті світу 2007 вже в чвертьфіналі поступився Ханаті Силаму.

### Олімпійські ігри 2008
- 1/16 фіналу:Переміг Адама Трупіша (Канада) — 20-1
- 1/8 фіналу:Переміг Віталія Грушака (Молдова) — RSC
- 1/4 фіналу:Переміг Ділшода Махмудова (Узбекистан) — 12-7
- 1/2 фіналу:Переміг Кім Чон Джу (Південна Корея) — 10-6
- Фінал:Переміг Карлоса Банто Суарес (Куба) — 18-9

Сарсекбаєв став єдиним казахським боксером, що переміг на Олімпійських іграх 2008, і одним з двох (разом з важкоатлетом Іллею Ільїним) золотих медалістів збірної Казахстану.
За перемогу на Олімпійських іграх 2008 Бакит Сарсекбаєв і Ілля Ільїн були нагороджені орденом "Барис" I ступеня.